# Ошово
Ошово — упразднённая деревня в Кочёвском районе Пермского края. Входила в состав Большекочинского сельского поселения. Исключена из учётных данных в 2023 году.

## География
Располагается восточнее районного центра, села Кочёво, на левом берегу реки Вежайка. Расстояние до районного центра составляет 18 км. По данным Всероссийской переписи населения 2010 года, в деревне проживало 16 человек (9 мужчин и 7 женщин).

## История
По данным на 1 июля 1963 года, в деревне проживало 138 человек. Населённый пункт входил в состав Большекочинского сельсовета.

## Население
| 2010 |
| ---- |
| 16   |